# Даньково (Курганская область)
Данько́во — деревня в Щучанском районе Курганской области. До преобразования в январе 2022 года муниципального района в муниципальный округ входила в Сухоборский сельсовет.

## География
Расположена в 10 километрах к югу от районного центра г. Щучье. Через деревню протекает река Чумляк (приток Миасса).

## История
Основана в 1840 году.
До революции деревня относилась к Сухоборской волости Челябинского уезда Оренбургской губернии.
В 1919 году образован Даньковский сельсовет. По данным на 1926 год состояла из 227 хозяйств. В годы Великой Отечественной войны в деревне был детский дом.
14 июня 1954 года Даньковский сельсовет упразднён, деревня вошла в Сухоборский сельсовет.

## Население
| 1989 | 2002 | 2010 |
| ---- | ---- | ---- |
| 281  | ↗295 | ↘207 |

По данным переписи 1926 года в деревне Даньково (Даникова) проживало 1042 чел., все русские.
Национальный состав
Население — русские, башкиры, коми-пермяки.